# Bochs
Bochs（发音：box）是以GNU宽通用公共许可证發放的开放源代码的x86、x86-64IBM PC兼容机模擬器和调试工具，支持处理器（包括保护模式）、内存、硬盘、显示器、以太网、BIOS、IBM PC兼容机的常见硬件外设的仿真。
许多客户操作系统能通过该仿真器运行，包括DOS、某些版本的Microsoft Windows、AmigaOS 4、BSD、Linux、MorphOS、Xenix和Rhapsody (Mac OS X的前身)。Bochs能在许多主机操作系统运行，例如Windows、Windows Mobile、Linux、Mac OS X、iOS以及PlayStation 2。
Bochs主要用于操作系统开发（当模拟操作系统崩溃，它不崩溃主机操作系统，所以可以调试仿真操作系统）和在主机操作系统运行其他来宾操作系统。它也可以用来运行不兼容的旧的软件（如电脑游戏）。
它的優點在於能夠模擬跟主機不同的機種，例如在SPARC系統裡模擬x86，但缺點是它的速度卻慢得多。

## 相關連接
- Bochs官方網頁（页面存档备份，存于）

1. ↑  . 2025年2月16日  [2025年2月20日].